# Jerson Lagos
Jerson Esteban Lagos Giraldo (Bogotá, Colombia, 11 de enero de 2002) es un futbolista colombiano nacionalizado neozelandés. Juega como delantero en el Auckland City Football Club de la New Zealand National League.

## Trayectoria
Jerson Lagos nació en la ciudad de Bogotá, el 11 de enero de 2002 siendo el menor de dos hermanas y un hermano mayor, durante el poco tiempo que estuvo en Colombia, vivió en el barrio 20 de Julio, ubicado al sur de la ciudad. A la edad de 3 años emigró de Colombia hacia Ecuador y de ahí a los 9 años se fueron a Nueva Zelanda con la ayuda de un programa para refugiados. Desde ahí comenzó a jugar varios años en el Melbourne City Football Club aunque debutó oficialmente en el Melville United de Nueva Zelanda. Pasó del Melville hasta el Manurewa AFC sin mucho éxito hasta que fue contactado por el director técnico del Auckland City Football Club y fichó por su nuevo equipo en julio de 2024. Ese mismo año acabó ganando la liga de Nueva Zelanda de la temporada 2024 y la OFC Champions League del año 2025 dando la asistencia para que su compañero Myer Bevan marcase el primer gol del partido en la final.
El 24 de junio de 2025 en el grupo C de la Copa Mundial de Clubes de la FIFA 2025, Lagos dio la asistencia en el saque de esquina que acabó en la cabeza del defensa Christian Gray marcando el empate 1-1 para el Auckland City ante Boca Juniors.
| Club            | País          | Año       |
| --------------- | ------------- | --------- |
| Melville United | Nueva Zelanda | 2020-2024 |
| Manurewa AFC    | Nueva Zelanda | 2024      |
| Auckland City   | Nueva Zelanda | 2024-Act. |

## Palmarés

### Títulos nacionales
| Título          | Equipo        | País          | Año  |
| --------------- | ------------- | ------------- | ---- |
| National League | Auckland City | Nueva Zelanda | 2024 |

### Títulos internacionales
| Título                      | Club          | País anfitrión* | Año  |
| --------------------------- | ------------- | --------------- | ---- |
| Liga de Campeones de la OFC | Auckland City | Islas Salomón   | 2025 |

## Vida privada
Jerson trabajaba como mecánico de camiones poco antes de la Copa Mundial de Clubes de la FIFA 2025, decidió convertirse en barbero, su profesión que le da un sueldo real debido a que juega como amateur, porque los horarios como mecánico eran exigentes para llegar a entrenar, tardando hasta un par de horas en coche. En entrevistas ha declarado que siente una admiración por el Club Atlético Boca Juniors por la historia de los jugadores colombianos que pasaron por el club y su mayor sueño sería ir a jugar en el Barça del que es fanático. También mencionó que tiene una familia con dos hijos pequeños.